# وزارة الموارد البشرية والتوطين (الإمارات)
وزارة الموارد البشرية والتوطين، هي وزارة إتحادية في دولة الإمارات العربية المتحدة، تتمثل مهامها في تمكين الموارد البشرية الوطنية وضمان حماية العمل وتعزيز كفاءة سوق العمل، واقتراح القوانين الاتحادية المنظمة لشؤون العمل والعمال والإشراف على تنفيذها، بالإضافة إلى رسم السياسة العامة لتوطين الموارد البشرية في سوق العمل والإشراف على تنفيذها، وإجراء المتابعة والتقييم لعملية توظيف المواطنين في القطاع الخاص، ودعم المؤسسات الاستثمارية الصغيرة وغيرها.

## تاريخ
تأسست أول وزارة للموارد البشرية والتوطين في 9 ديسمبر 1971 أي بعد عدة أيام من قيام اتحاد الإمارات العربية المتحدة وكانت تعرف إنذاك باسم (وزارة العمل والشؤون الاجتماعية)، وفي التشكيل الحكومي الثاني عام 1973 تغير اسمها إلى (وزارة العمل والعمال)، وفي التشكل الحكومي السادس للشيخ محمد بن راشد آل مكتوم عام 2016 تغير الاسم مرة أخرى إلى وزارة الموارد البشرية والتوطين.

## قائمة الوزراء
| #  | شاغل المنصب                    | بداية المنصب   | نهاية المنصب   | رئيس مجلس الوزراء      |
| -- | ------------------------------ | -------------- | -------------- | ---------------------- |
| 1  | ثاني بن عيسى حارب              | 9 ديسمبر 1971  | 22 ديسمبر 1973 | مكتوم بن راشد آل مكتوم |
| 2  | محمد بن سلطان القاسمي          | 23 ديسمبر 1973 | 19 ديسمبر 1977 | مكتوم بن راشد آل مكتوم |
| 3  | عبد الله المزروعي              | 20 ديسمبر 1977 |                | مكتوم بن راشد آل مكتوم |
| 4  | سيف الجروان                    | 1 يوليو 1979   | 1983           | مكتوم بن راشد آل مكتوم |
| 5  | خلفان الرومي                   | 1983           | 19 نوفمبر 1990 | مكتوم بن راشد آل مكتوم |
| 6  | سيف الجروان                    | 20 نوفمبر 1990 | 24 مارس 1997   | مكتوم بن راشد آل مكتوم |
| 7  | مطر حميد الطاير                | 25 مارس 1997   | 10 فبراير 2006 | مكتوم بن راشد آل مكتوم |
| 8  | علي بن عبد الله الكعبي         | 11 فبراير 2006 | 16 فبراير 2008 | محمد بن راشد آل مكتوم  |
| 9  | صقر غباش سعيد غباش             | 17 فبراير 2008 | 19 أكتوبر 2017 | محمد بن راشد آل مكتوم  |
| 10 | ناصر بن ثاني جمعة الهاملي      | 20 أكتوبر 2017 | 24 سبتمبر 2021 | محمد بن راشد آل مكتوم  |
| 12 | عبد الرحمن بن عبد المنان العور | 25 سبتمبر 2021 | حتى الآن       | محمد بن راشد آل مكتوم  |